# Burg Düben
Die Burg Düben, früher auch Dibni, Dewin, Diben, Dybin und Dewen genannt, erhebt sich auf einem kleinen Hügel rechts der Mulde direkt an deren Ufer. Die Burg liegt direkt an der Brücke der B 2 über die Mulde innerhalb der Stadt Bad Düben (Neuhofstraße 3) im Landkreis Nordsachsen.

## Geschichte
Die Burg Düben wird erstmals im Jahr 981 in der Chronik des Thietmar von Merseburg bei der Auflösung des Bistums Merseburg noch unter dem slawischen Namen „Dibni“ erwähnt. Die Lage für den Bau der Burg war wegen der Furt über die Mulde an einem alten Handelsweg günstig. So entstand auch eine slawische Siedlung neben der Burg.
Im Zuge der deutschen Ostkolonisation gründeten flämische Einwanderer um 1200 neben der Burg die Gemeinde Neumark, später übernahmen fränkische und sächsische Siedler die alten slawischen Gehöfte und bildeten dadurch die Stadt Düben. Im Jahr 1017 befand sich Burg Düben im Besitz des Grafen Albi, dem kurz darauf Graf Friedrich von Eilenburg folgte. Im Zusammenhang mit der Schlacht am Welfesholz eroberte 1115 Wiprecht von Groitzsch die Burg und nahm von hier aus mehrere Herrensitze der Umgebung ein. Auch Markgraf Otto der Reiche war hier zeitweise inhaftiert. Durch einen Erbvertrag kam die Burg 1291 in den Besitz der Thüringer Landgrafen, die sie als Lehen an ihre Gefolgsleute vergaben.
Im Jahr 1450 wurde die Burg während einer Adelsfehde zwischen den Brüdern Friedrich und Wilhelm von Thüringen vollständig zerstört. Seit dem Jahr 1530 befand sich in der Burg der kursächsische Amtssitz des Amtes Düben. Überregionale Berühmtheit erlangt die Burg während der 1532 beginnenden Kohlhaseschen Händel mit dem Adligen von Zaschwitz sowie dem Kurfürsten von Sachsen, die sich bis 1540 hinzogen (Verhandlung in Düben 1533). Berühmtester Amtsvorsteher dürfte Philipp Melanchthon junior im Jahr 1554 gewesen sein. Während des Dreißigjährigen Krieges schlossen am 15. September 1631 hier der Schwedenkönig Gustav II. Adolf, der brandenburgische Kurfürst Georg Wilhelm und der sächsische Kurfürst Johann Georg I. ein Bündnis gegen den katholischen Kaiser Ferdinand II. und besiegten die kaiserlichen Truppen des Feldherrn Tilly dann in der Schlacht bei Breitenfeld. Der Stadt Düben half das Bündnis nicht, sie wurde noch dreimal (1631, 1637 und 1641) von vorbeiziehenden Söldnerheeren zerstört.
In der Burg Düben fand auch einer der letzten Hexenprozesse in Deutschland statt. Die Überlieferung berichtet neben mehreren Erzählungen von einem Hexenkeller auf der Burg, von Folter (sie wurde 1783 für Sachsen untersagt), einem Hexengrab und einem Hexentanzplatz.
Während des Siebenjährigen Krieges hielt sich Preußenkönig Friedrich II. in der Burg auf und legte hier das größte Versorgungslager seiner Armee in Sachsen an, welches von 5.000 Soldaten bewacht wurde. In der Folge kam es am 3. November 1760 zur Schlacht bei Torgau, die Friedrich II. trotz großer Verluste zu seinen Gunsten entscheiden konnte.
Während der Befreiungskriege vom 10. Oktober 1813  bis zum 14. Oktober 1813  richtete Napoléon in der Burg Düben sein Hauptquartier ein. Hier soll er durch Ungewissheit der militärischen und politischen Lage nach eigenen Angaben die schrecklichsten Tage seines Lebens verbracht haben. Nach 1815 kam dann die Burg, wie auch der Ort Düben zu Preußen. Das 1780 in der Burg bestehende Justiz- und Rentamt wurde 1942 aufgelöst.
Nach dem Zweiten Weltkrieg wurde unter Federführung des Heimatforschers Willy Winkler bis 1953 ein Landschafts- und Heimatmuseum über die Stadt Bad Düben und die Dübener Heide eingerichtet. Zu sehen sind u. a. Exponate zur Geschichte von Burg und Stadt Düben sowie zur wirtschaftlichen Entwicklung der Region.
Bei Sanierungsarbeiten im Burgturm im Oktober 2017 wurde im Innenbereich des Fachwerkgeschosses hinter gelösten Farbresten ein Wandfries von Paul Haffner (* 1874; † 1965) entdeckt. Haffner war in den frühen 1950er-Jahren maßgeblich an der Ausstellungsgestaltung des Landschaftsmuseums beteiligt. Neben zahlreichen Wandmalereien und Illustrationen, die zum besseren Verständnis der Museumsinhalte dienten, hatte Haffner, der in der Druckerei bei Museumsgründer Willy Winkler arbeitete, die Inventarkarten zu den Sammlungsobjekten gezeichnet, fertigte viele Zeichnungen und Vorarbeiten für das Museum an und wirkte bei der Kulissenmalerei für die Heimatbühne mit. Aufgrund umfangreicher Sanierungs- und Umbauarbeiten ist das Landschaftsmuseum in der Burg derzeit geschlossen und öffnet die Pforten voraussichtlich im April 2019 wieder für die Besucher. Das Gelände um die Burg herum inklusive der Schiffmühle ist weiterhin begehbar.

## Aufbau
Der Bergfried stellt das älteste Gebäude (von 1206) im Burgareal dar. Hier befindet sich auch der sogenannte Hexenkeller. Dahinter steht das Hauptgebäude, welches als Amtssitz der Stadt Düben erbaut wurde und jetzt das Heimat- und Landschaftsmuseum beherbergt. Neben dem Hauptgebäude befindet sich das sogenannte Burgwärterhäuschen, in welchem jetzt ein kleines Café untergebracht ist. Alle Gebäude wurden in den Jahren 1997–1999 aufwendig saniert. Am Fuß der Burg befindet sich die ebenfalls restaurierte Bergschiffsmühle.

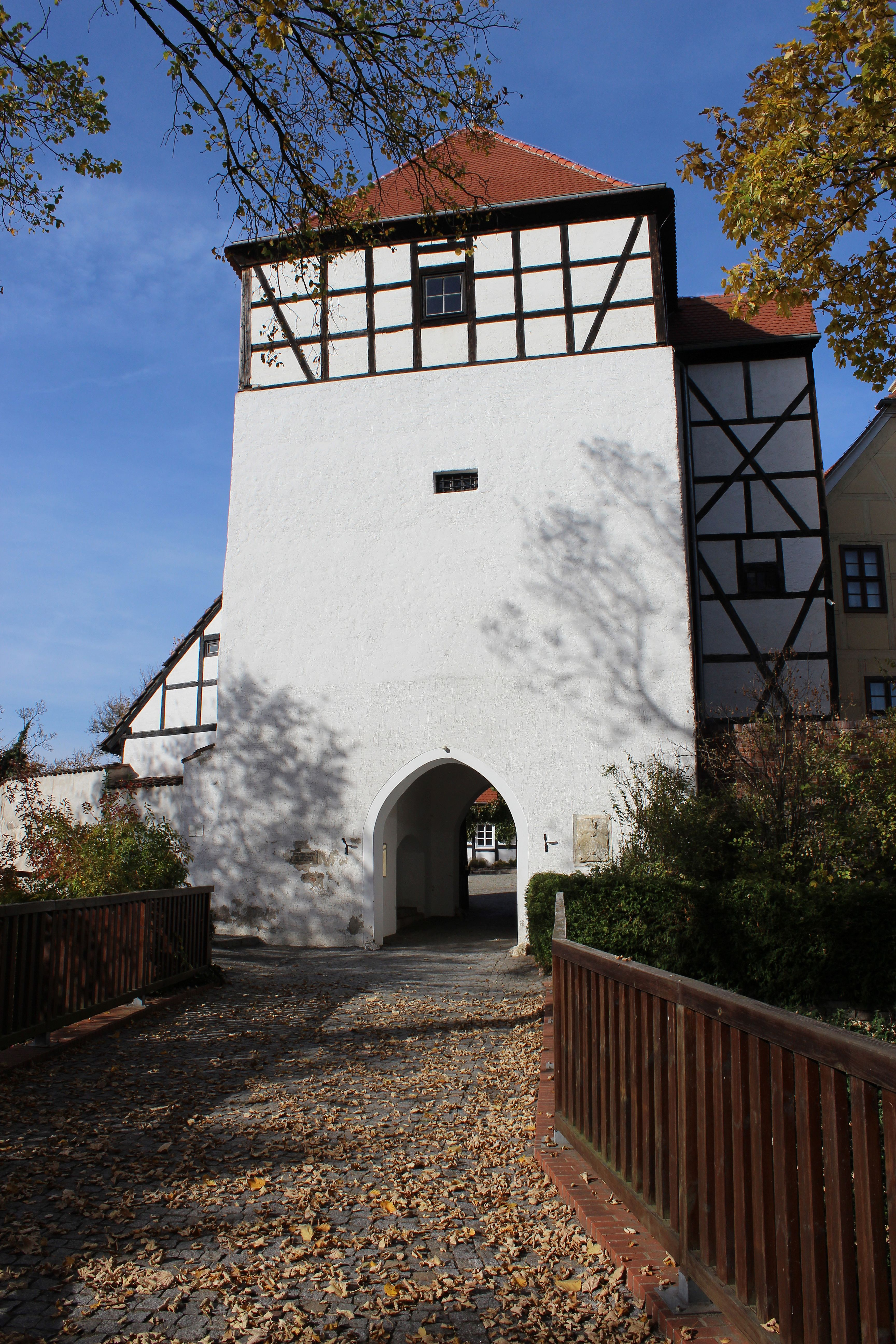
Bergfried
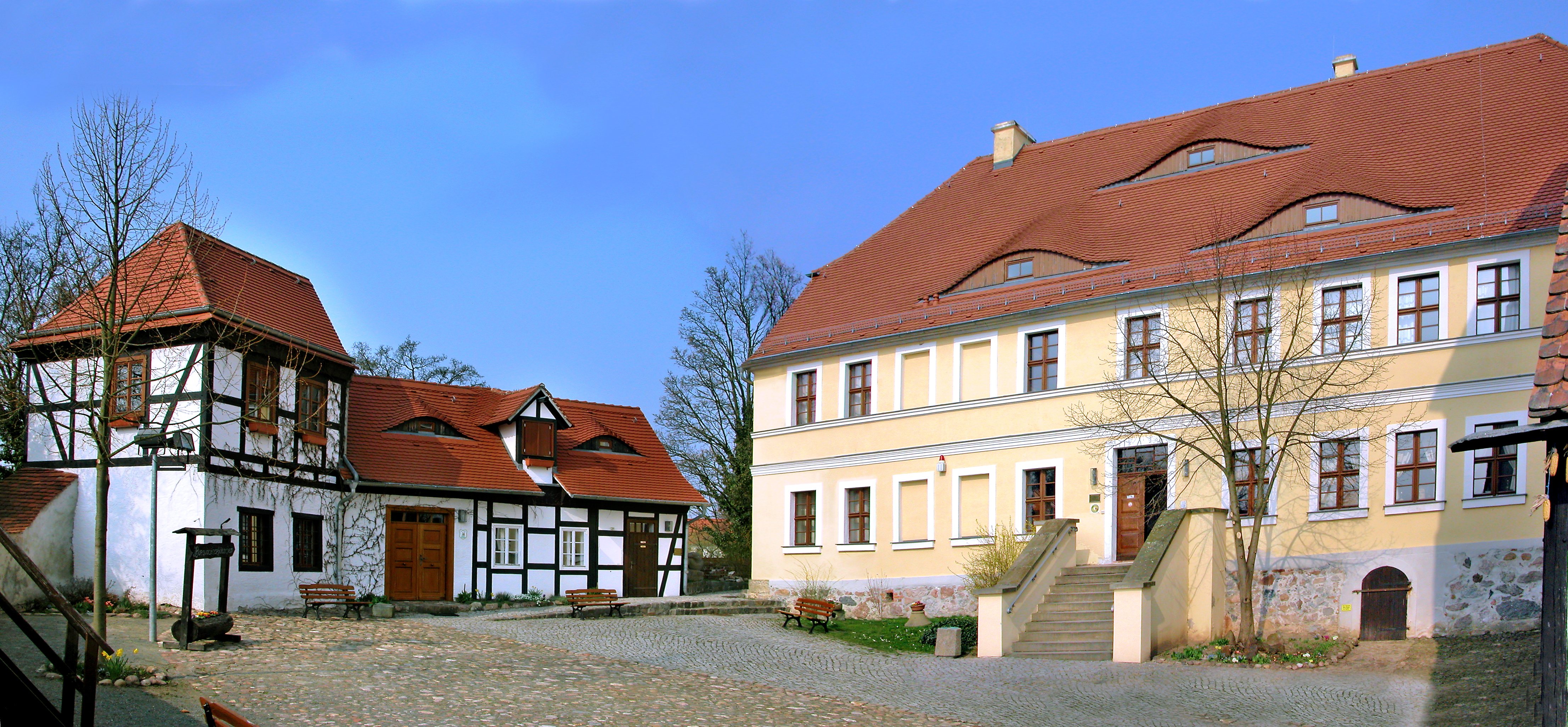
Burghof mit Haupthaus (rechts) und Burgwärterhaus (links)
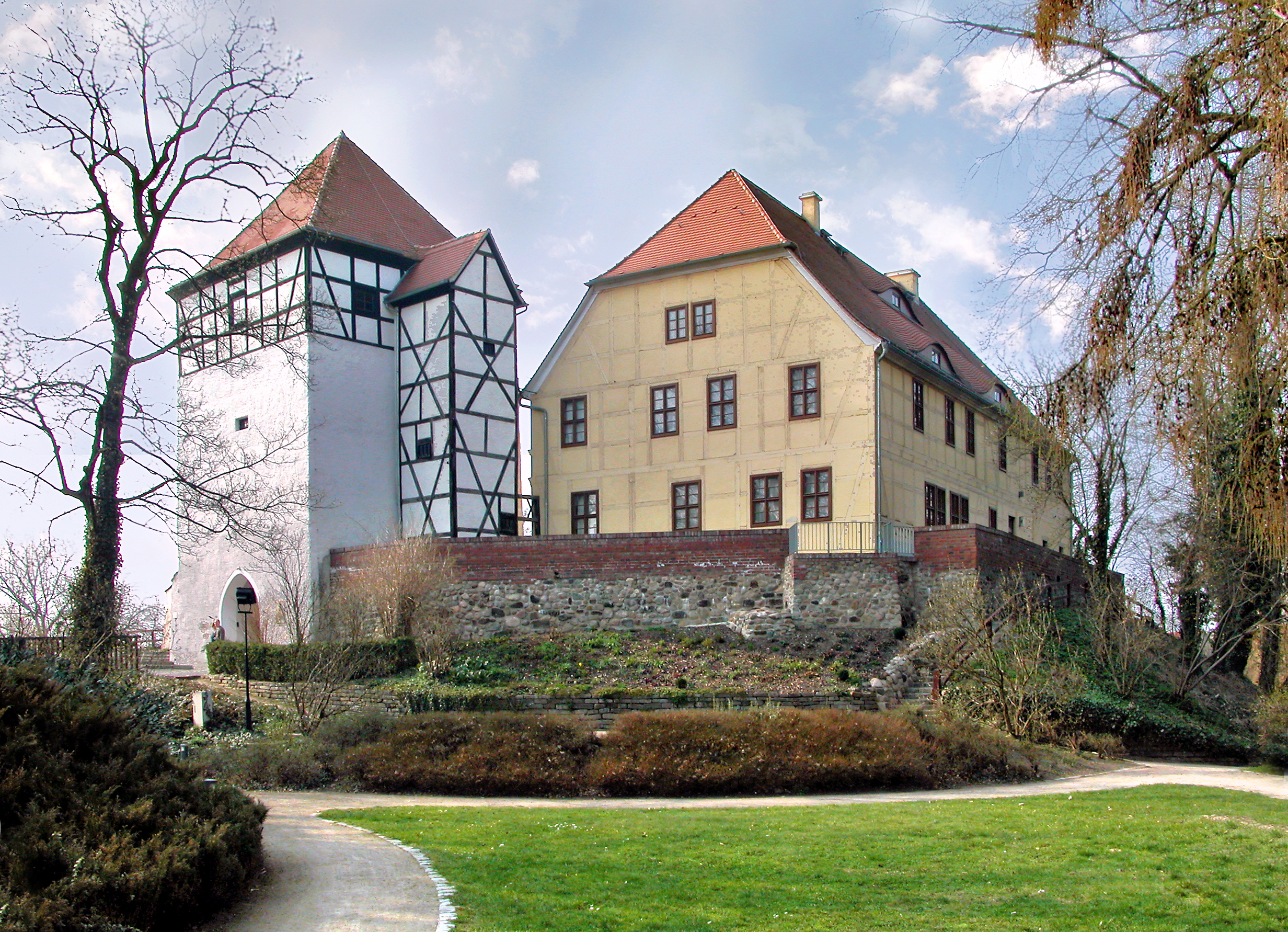
Burg Düben von Südosten
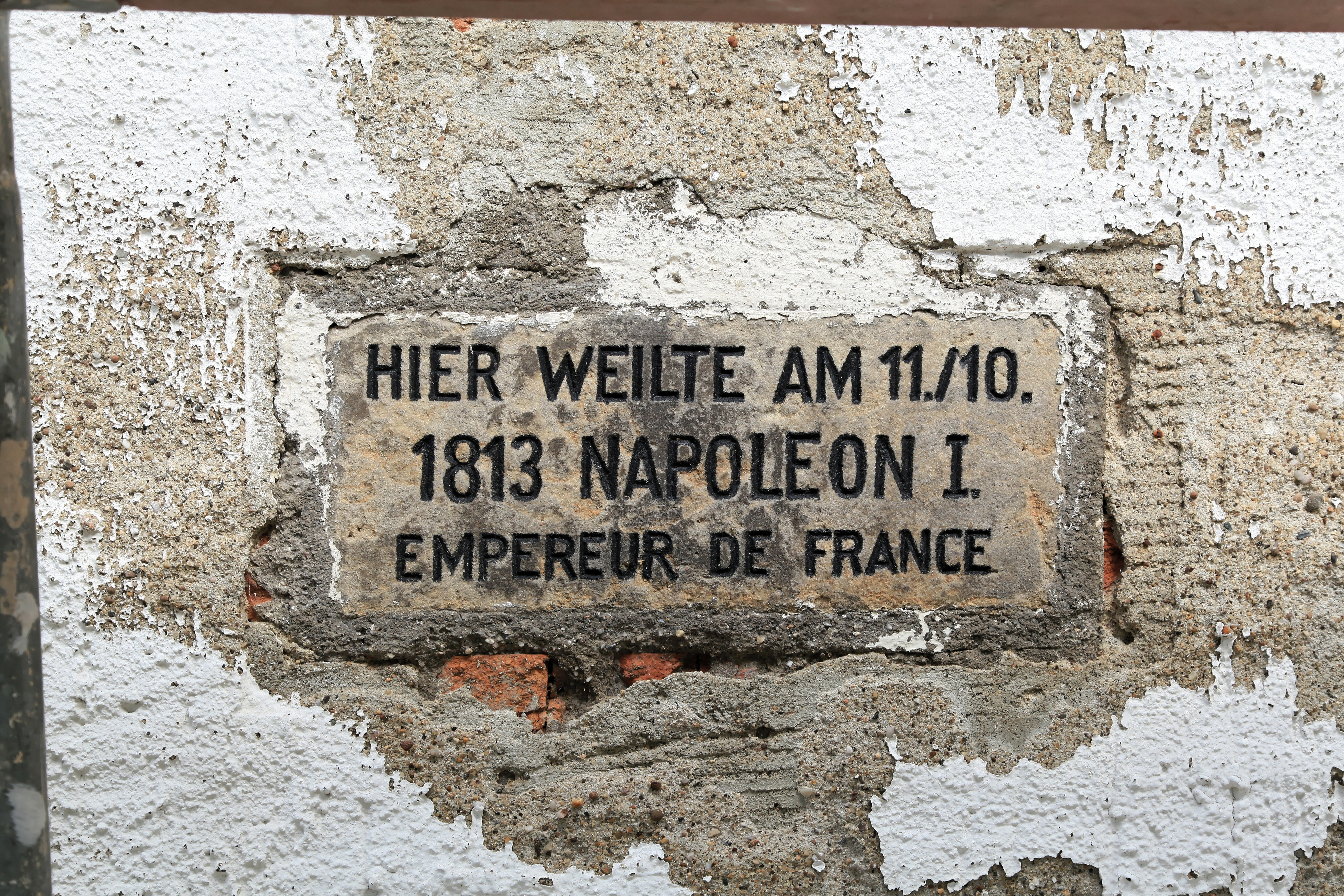
Erinnerung an den Besuch Napoleons
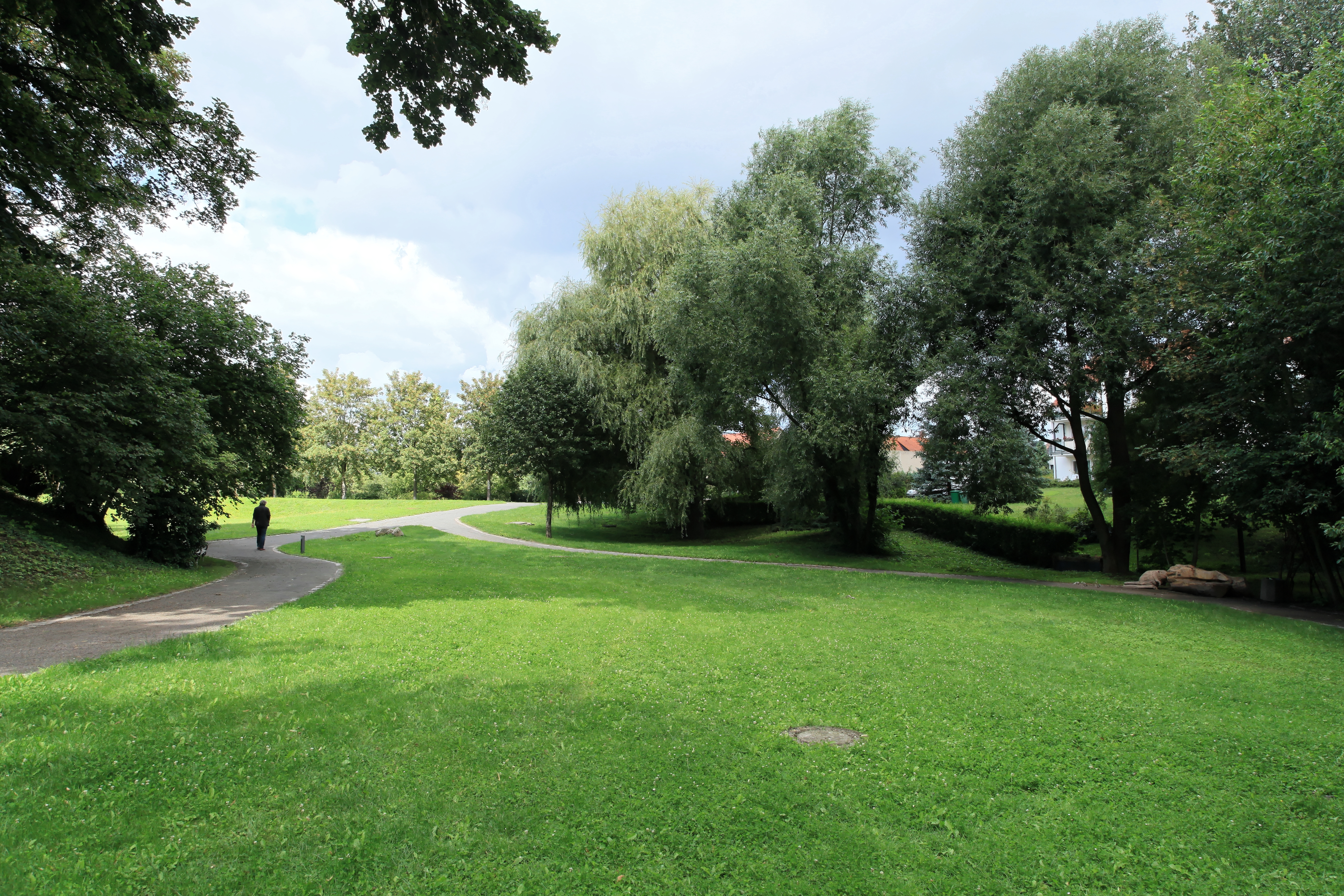
Schlosspark
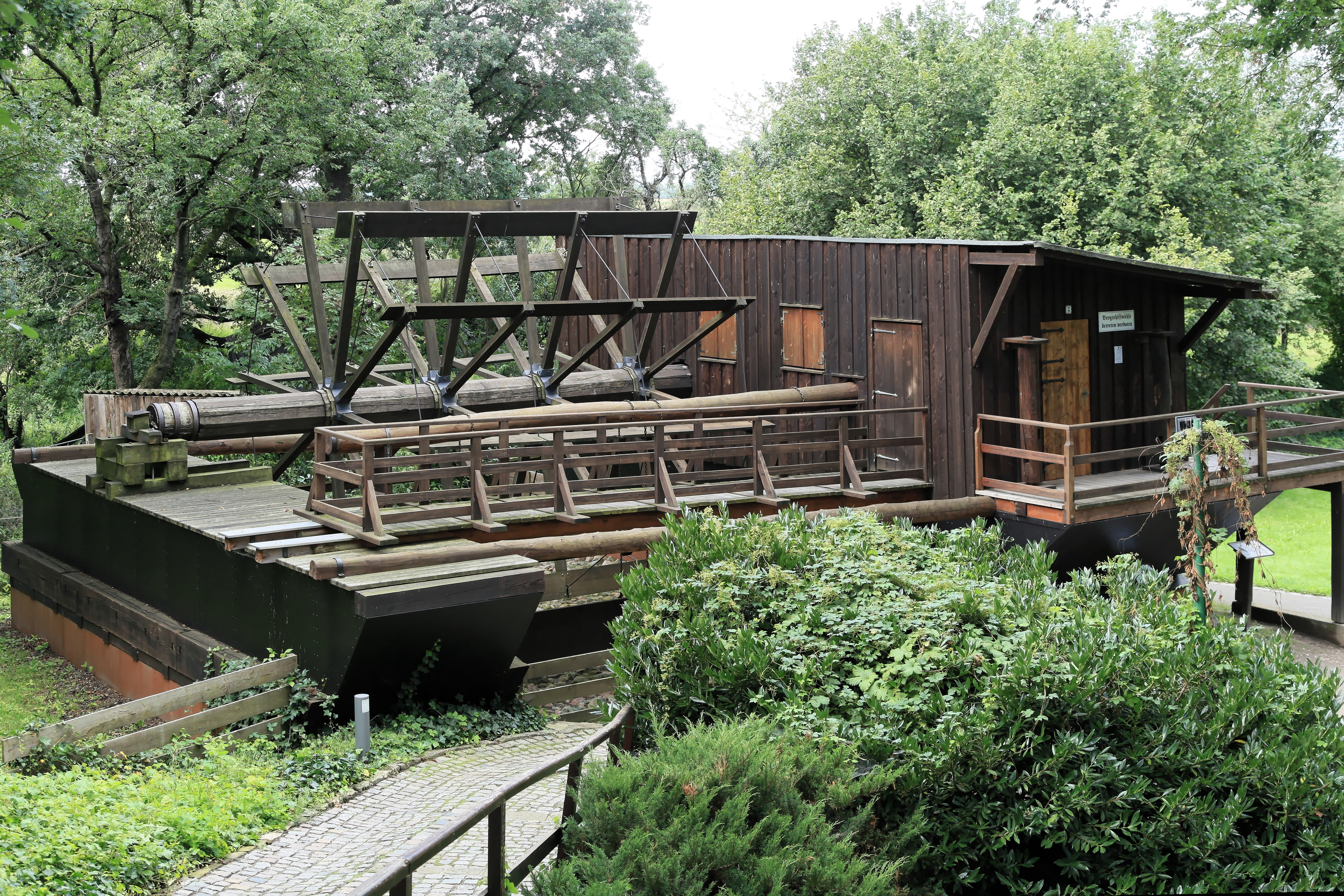
Bergschiffmühle im Schlosspark